# Příšovice
Příšovice (německy Prischowitz) jsou vesnická a průmyslová obec v okrese Liberec v Libereckém kraji. Obec je tvořena stejnojmennou vesnicí, která leží v blízkosti dálnice D10 a železniční trati 070 z Prahy do Turnova. Zástavba na západní straně těsně sousedí s obcí Svijany. Turnov se nachází asi 5 kilometrů východním směrem. Žije zde přibližně 1 300 obyvatel.

## Historie
Nálezy svědčící o osídlení oblasti dnešních Příšovic jsou datovány do mladší doby kamenné a dnes jsou uchovávány v turnovském Muzeu Českého ráje.
První písemná zmínka o obci pochází z roku 1318. Jméno obci dal kmen Charvátů, který sem přišel podél Jizery, název měl připomínat otce Prieše.
Do bitvy na Bílé hoře patřila obec pod svijanské panství. V roce 1624 bylo v Příšovicích 30 stavení. Do roku 1773 se počet stavení zvedl na 46 stavení, v té době zde žilo 308 obyvatel. V roce 1900 bylo již domů 88 a 591 obyvatel, celý katastr obce měl rozlohu 615,16 hektaru. Během třicetileté války přešla přes obec saská (1631 a 1634) a švédská armáda (1643). V letech 1741 a 1866 tudy prošli Prusové.
V roce 1850 byla postavena kamenná škola. 28. září 1884 byla vysvěcena nová svatováclavská kaple, jejíž vybavení pochází z dílny řezbáře Petra Buška. V místní škole působil v letech 1904 až 1925 jako řídící učitel Václav Větvička, který byl taktéž předsedou hasičského sboru, ochotnického spolku a varhaníkem. Václav Větvička sepsal o obci monografii a založil obecní kroniku. Od roku 1919 až do roku 1943 byl starostou Josef Kobosil.  V té době bylo v obci postaveno elektrické osvětlení (1922), zlepšila se infrastruktura (např. postavena silnice k Pěnčínu), byla odvodněna některá území obce a byly vysázeny obecní sady a lesy.
Cca v 60. letech 20. století pod příšovický MNV nějakou dobu patřily i Svijany, což vedlo k jejich úpadku.
V červenci 1997 zde došlo ke zmizení čtrnáctileté Ivany Koškové. V polistopadové historii Liberecka to je jediný nevyřešený případ pohřešovaných dětí.

## Pamětihodnosti
- Kaple svatého Václava
- Krucifix
- Kovárna
- Bičíkův statek, Holánův statek a další usedlosti

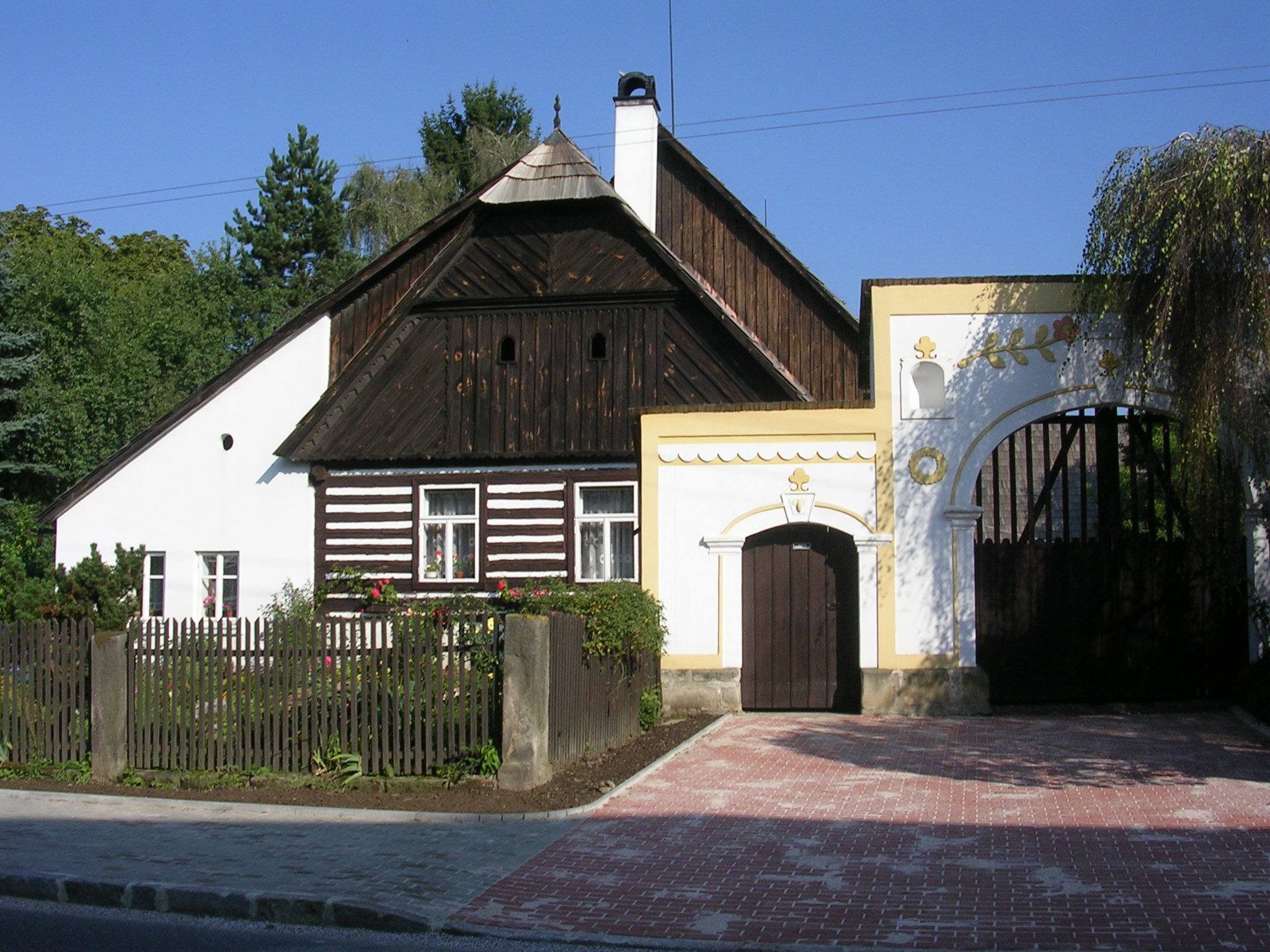
Bičíkův statek, čp. 11
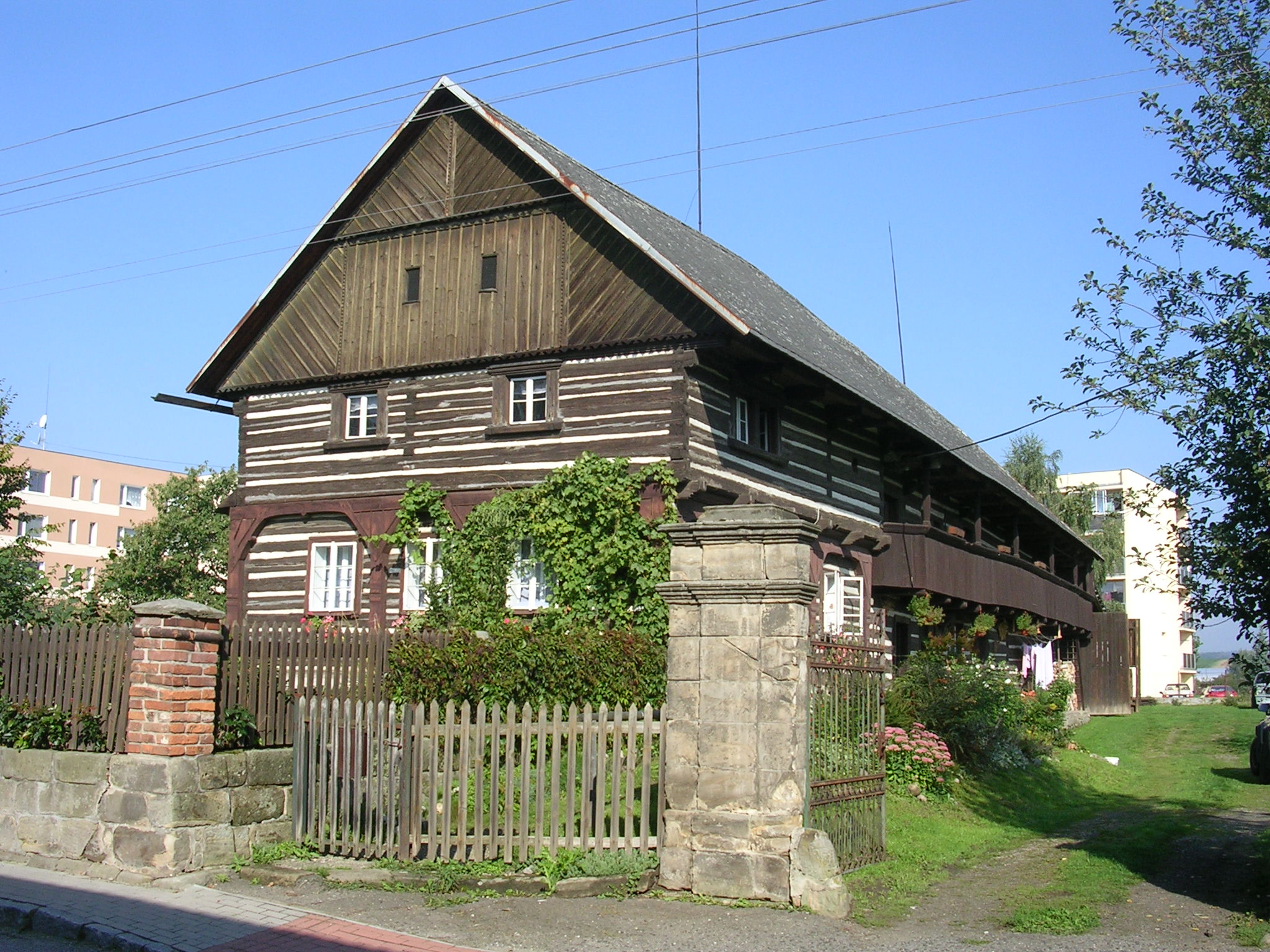
Holánův statek, čp. 23
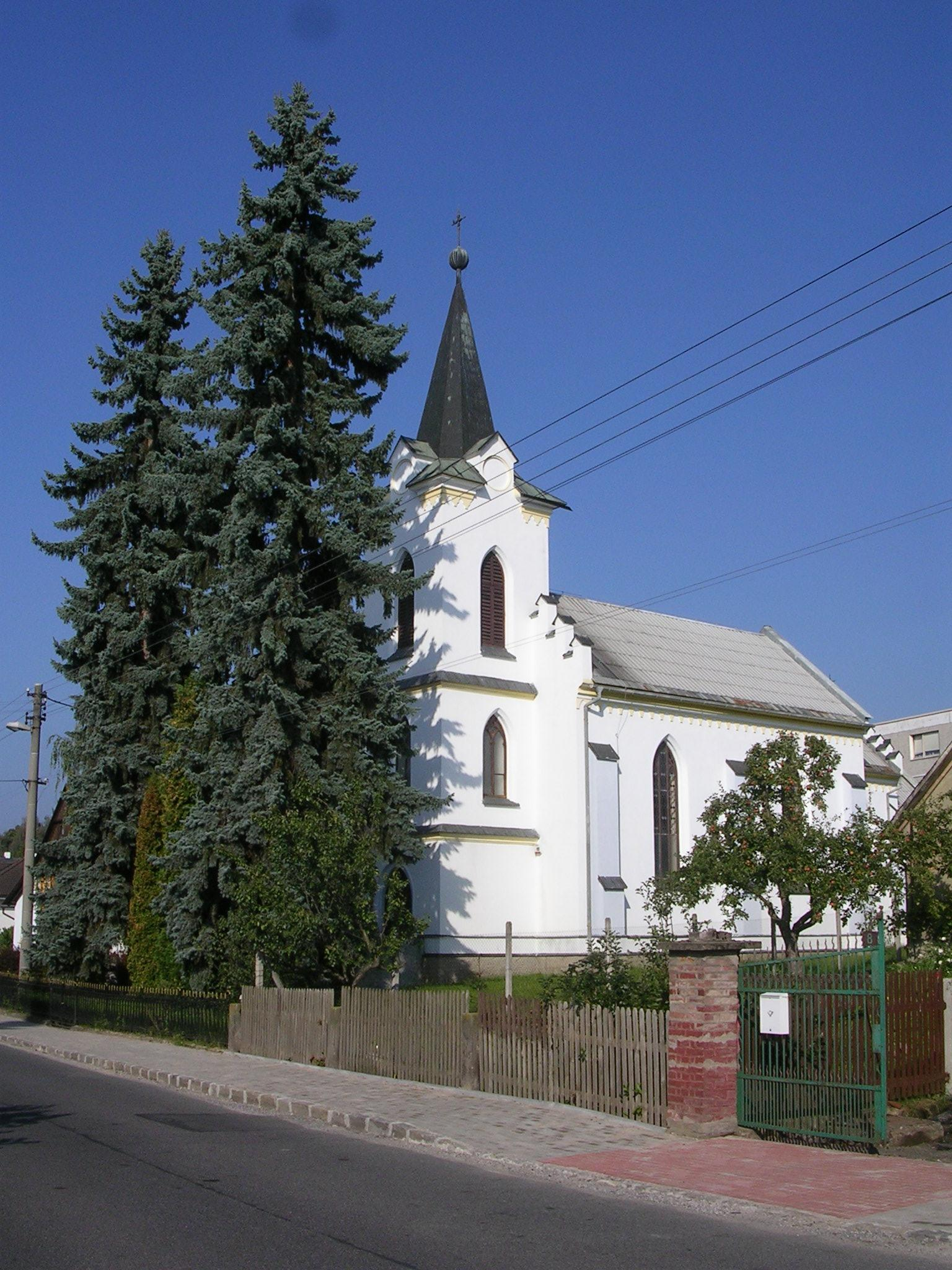
Kaple svatého Václava
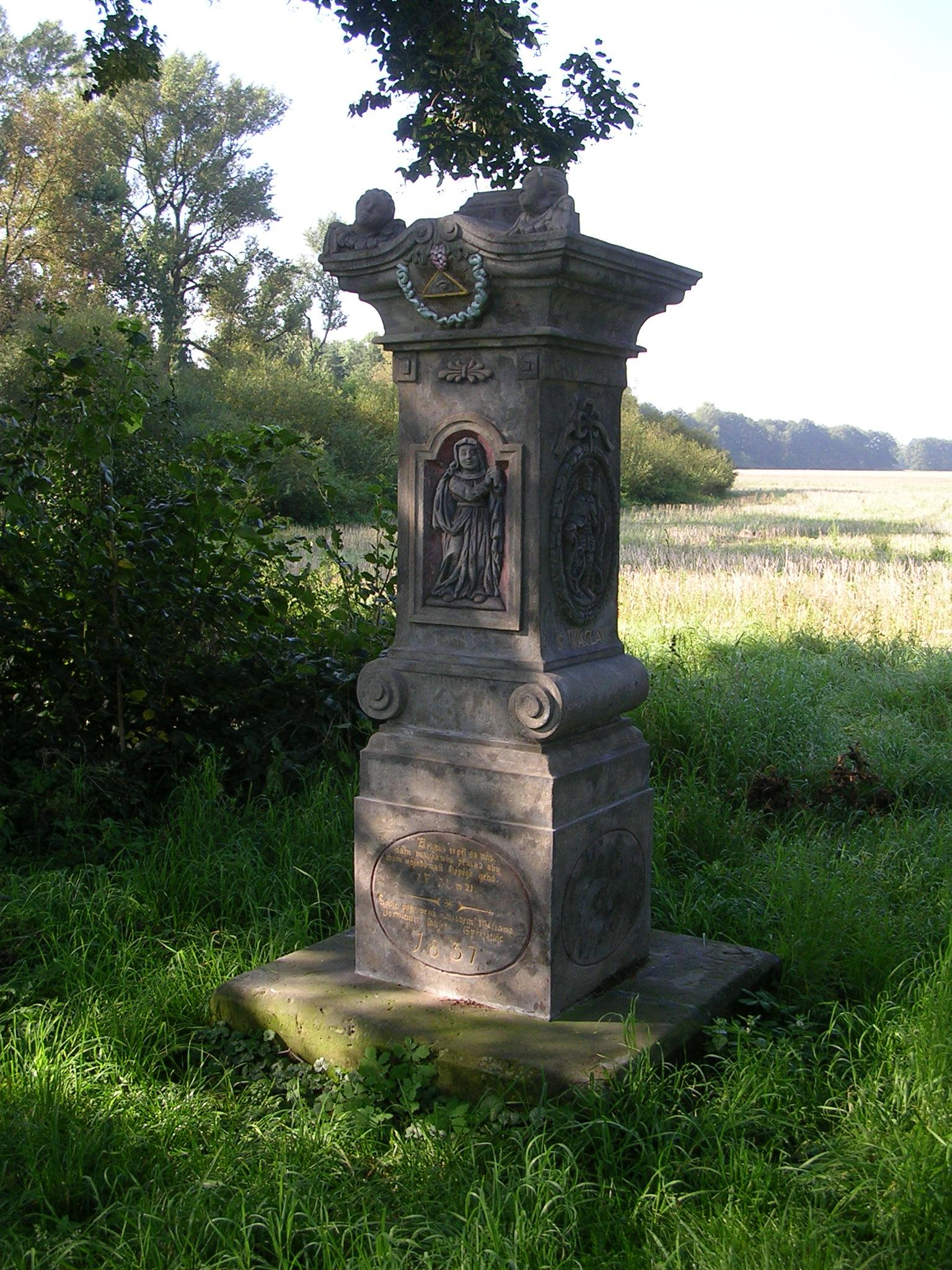
Podstavec Formánkova křížku z roku 1837 poblíž panelárny

## Průmysl

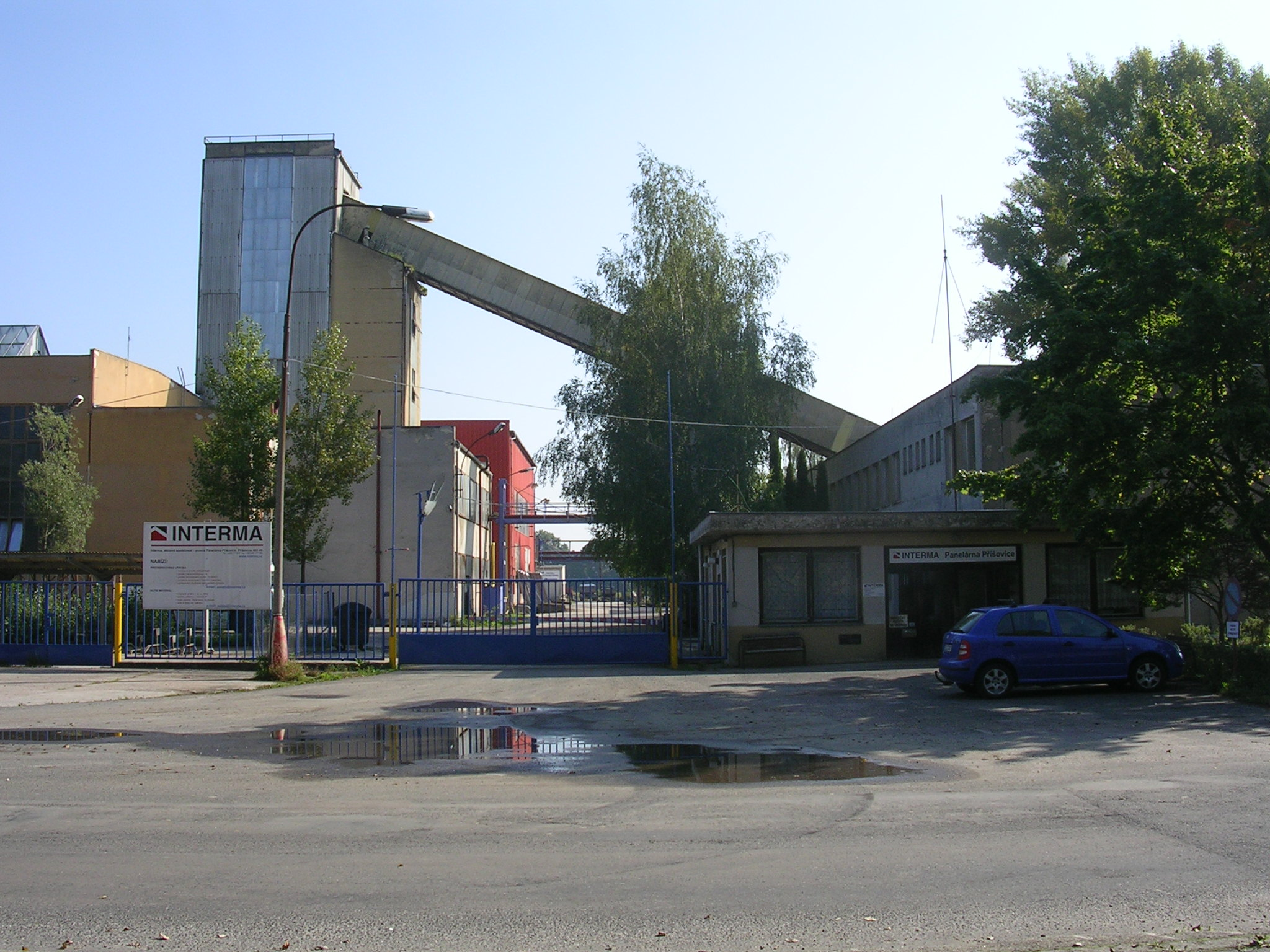
Vrátnice panelárny

V západní části vsi v sousedství Svijan se nachází někdejší drůbežárna, mrazírny a mlékárna, jižně od vsi při cestě do Ploukonic panelárna.
Příšovická drůbežárna (dříve Severočeské drůbežářské závody, později Drůbež Příšovice a. s.) se v 90. letech 20. století stala obětí tunelovacích praktik, CS fondy pak v poslední fázi svého tunelování nakoupily téměř bezcenné akcie Drůbežáren Příšovice. Na konci roku 2005 byla, i přes předchozí investice do modernizace, pozastavena výroba z důvodu nedodržení nových hygienicko-veterinárních směrnic EU. Na konci května 2006 sice podnik znovu získal veterinární osvědčení, avšak mezitím se dostal do konkursu a správce konkursní podstaty upřednostnil prodej podniku.
Mlékárna Příšovice vznikla v roce 1903 jako jedna z prvních družstevních mlékáren v severních Čechách. Členy Mlékařského družstva v Příšovicích byli převážně zemědělci z Příšovic, Svijanského Újezda, Pěnčína a Přepeří. Ve třicátých letech patřila mezi deset největších mlékáren v Čechách. Zpočátku byla parostrojní, ve dvacátých letech byla elektrizována, v polovině 40. let prošla velkou rekonstrukcí. Výroba se soustředila hlavně na máslo, ale vyráběl se zde i tvaroh a v menším množství sýry a melasové krmné směsi. Roční výkup mléka činil mezi 300 a 500 tisíci litrů mléka. V roce 1945 přešla do státní správy a po roce 1953 byla znárodněna a začleněna do krajských podniků (Liberecké mlékárny, Severočeské mlékárny). Ve spektru výrobků nabyly většího významu tvrdé i měkké sýry, jogurty, tvaroh, podmáslí i šlehačka. Roku 1996 výrobu obnovila pražská společnost pražská rodinná společnost Plastcom, a. s., roční výkup činí desítky milionů litrů mléka, těžiště výroby tvoří máslo a sýry, zboží odebírají i nadnárodní řetězce, například Delvita a Kaufland. Roku 2008 si mlékárna pořídila novou linku na výrobu zakysaných nápojů. Mlékárna má dvě vlastní podnikové prodejny, jednu v centru Turnova a druhou u příšovické provozovny. V té době byla posledním velkým zpracovatelem mléka v Libereckém kraji, měla kolem 50 zaměstnanců a denně zpracovávala kolem 70 000 litrů mléka, z toho asi 40 % z Libereckého kraje. V roce 2010 však čelila problémům s penězi, dodavatelům platila se čtyřměsíčním zpožděním a po úmrtí hlavního společníka firmy, Ing. Jiřího Tůmy, začali v roce 2011 odcházet dodavatelé a denní nákup mléka klesl na 35.000 litrů. Jednání nových společníků o převzetí a oddlužení podniku ruskou společností Sibina zkrachovalo, mlékárnu opustili poslední dodavatelé a 27. 12. 2011 byl na mlékárnu, zatíženou dluhem 75 mil. Kč, vyhlášen konkurs. Od jara 2012 tedy běží oceňování a přípravy na prodej této „poslední mlékárny na sever od Prahy“ v dražbě. Dražba mlékárny, která za posledních pět let do své modernizace investovala okolo 150 mil. Kč, byla oznámena na 26. 9. 2012 s vyvolávací cenou 35 milionů Kč.
Příšovické mrazírny v současné době provozuje firma Baltaxia.
Panelárna na jihu obce byla založena roku 1973. Roku 1992 ji koupila Interma a. s., která ji provozuje dosud. Výroba panelů již je v útlumu, ale společnost se dnes kromě výroby betonu a dalších cementových výrobků zabývá též například komplexní výstavbou bytů a domů nebo obchodem s hutními materiály. Podle informace vyvěšené na Beton severu v roce 2010 má firma 111 zaměstnanců.
Jezera Velký a Malý Písečák, na jihu od panelárny, slouží po ukončení těžby písku již jen k rekreaci.

## Doprava

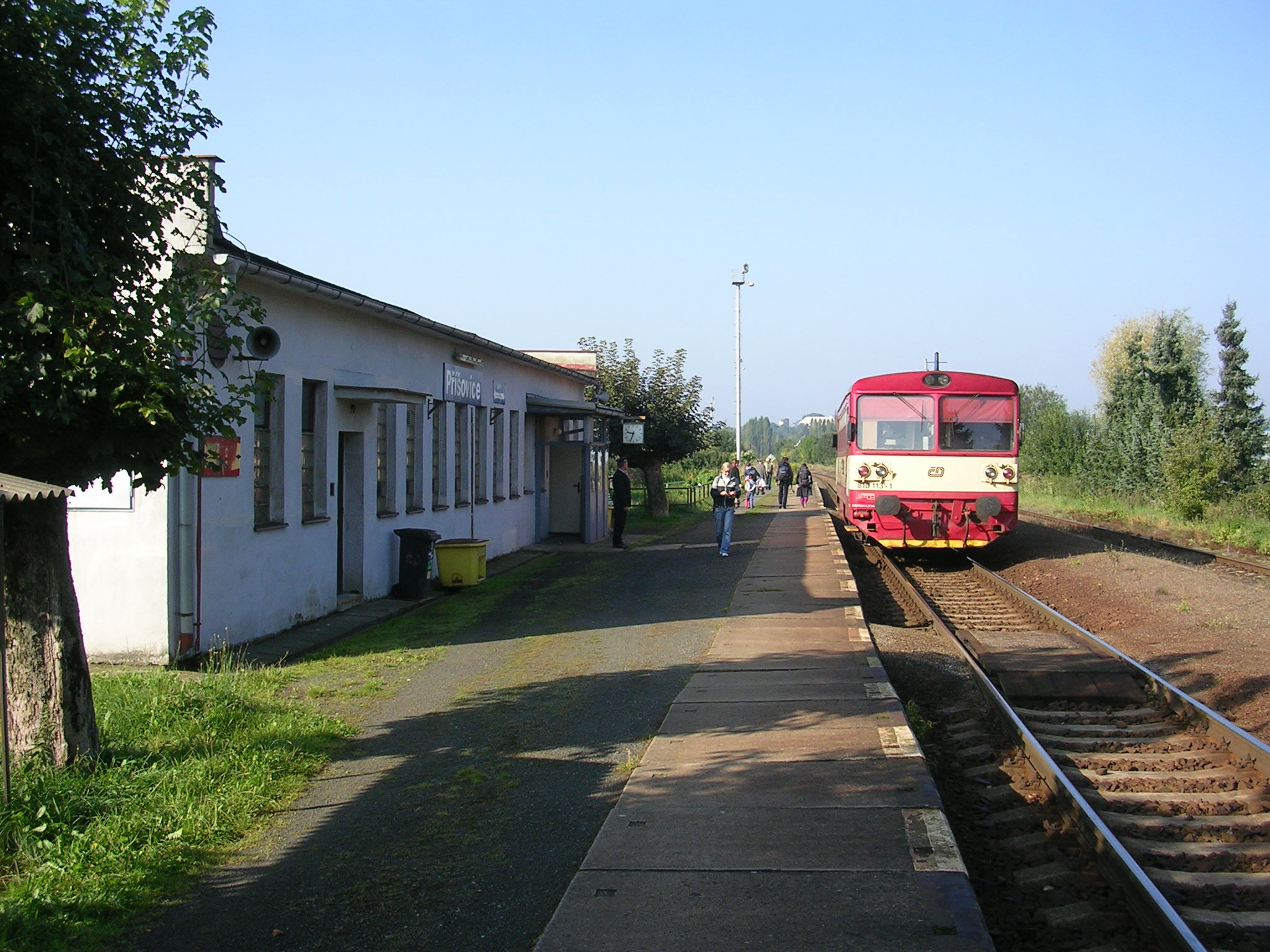
Železniční zastávka Příšovice

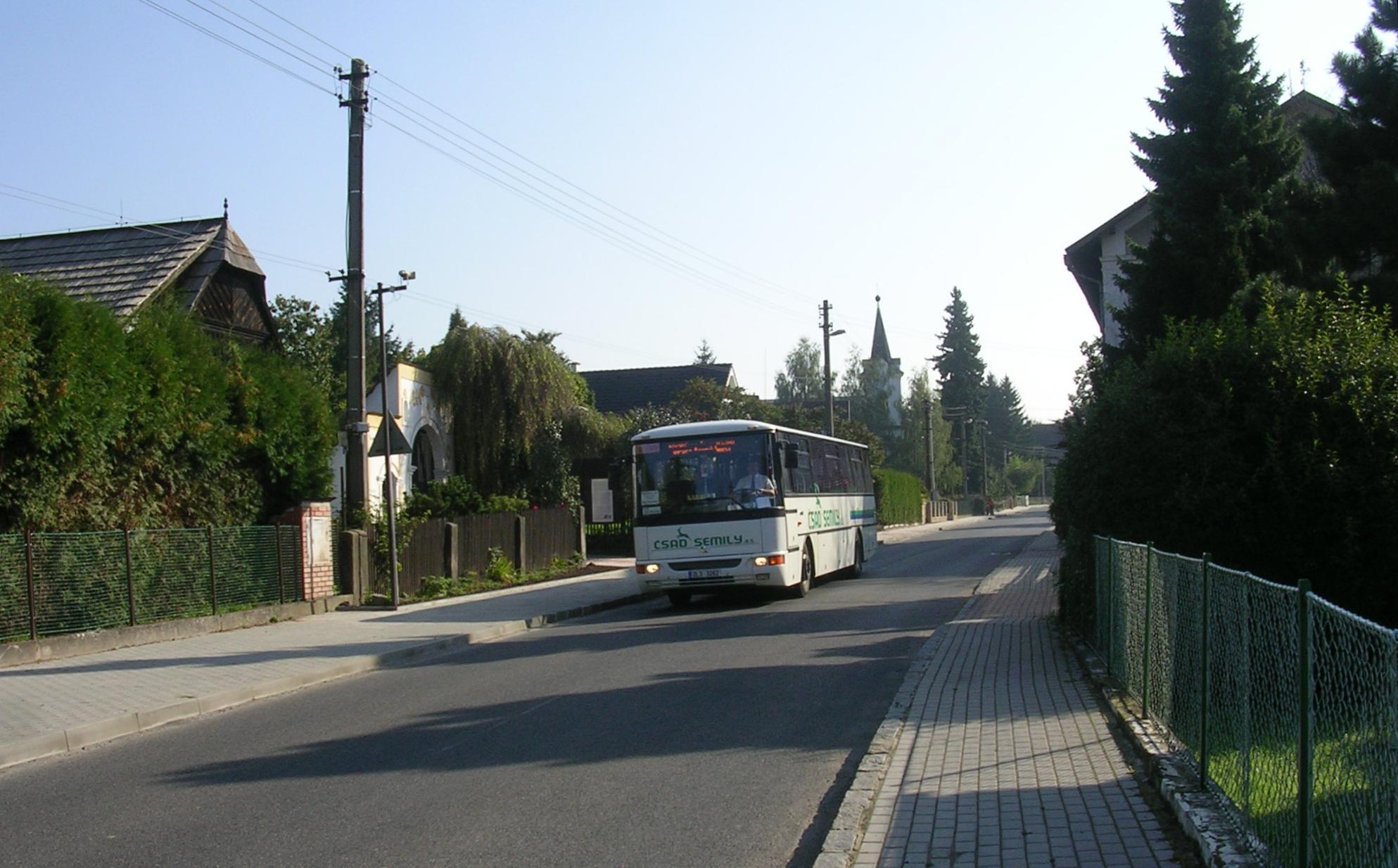
Linkový autobus u Bičíkova statku

Přes Příšovice vede někdejší Turnovsko-kralupská dráha, dnes trať 070. Při severním okraji vesnice má malé nádraží. Z železniční stanice Příšovice vede dnes již nevyužívaná železniční vlečka do mrazíren a panelárny o délce asi 1510 metrů.
Severním okrajem vesnice prochází někdejší státní silnice I/10, kterou v 80. letech 20. století nahradila dálnice D10 vedoucí ve větší vzdálenosti od zástavby. Část staré silnice je dnes využita k vedení trasy II/610. Na severozápad vede z pomezí Příšovic a Svijan, dnes mimoúrovňově přes železniční trať a dálnici D10 (exit 67), silnice II/279 do Svijanského Újezdu a Podhory. K severu vede silnice III/27911 do Pěnčína, dnes od vsi odříznutá rychlostní silnicí. K jihu vede široká místní komunikace k panelárně a dále zpevněná cesta k Písečákům a do Ploukonic.
Po trase silnice II/610 se v Příšovicích ve směru od Svijan k Přepeřím nacházejí zastávky „Příšovice, SDZ“ (Severočeské drůbežářské závody), „Příšovice, sídl.“ (v úseku, kde je silnice zalomená po silnici k panelárně), „Příšovice, kovárna“ a „Příšovice, Na Hořensku“. Projíždějí tudy linky ČSAD Semily a. s. z Turnova do Svijan, Mnichova Hradiště či Sobotky. Jedná linka ČSAD Liberec a. s. s dvěma páry spojů v pracovní dny jede od Českého Dubu a Přepeř přes zastávky „Příšovice, kovárna“ a „Příšovice, Severočeské mlékárny“ do zastávky „Příšovice, panelárna“. U drůbežárny končí také linka Transcentrum bus s. r. o. z Mnichova Hradiště. V zastávce „Příšovice, hl. sil.“ u rychlostní silnice v minulosti zastavovaly i některé dálkové linky například z Prahy, nyní zde zastavuje několik spojů linky ČSAD Liberec Liberec–Mladá Boleslav a linky ČSAD Semily Semily–Mladá Boleslav.
Přes Příšovice je značena cyklistická trasa č. 3048 od Všeně a Ploukonic směrem na Svijany a Svijanský Újezd. Od Všeně přes Ploukonice sem byla prodloužena také žlutě značená pěší turistická trasa č. 7318.

### Rekonstrukce mostu 610-034
Při rekonstrukci kamenného mostu 610-034 mezi Svijany a Příšovicemi došlo zborcení části mostu, který byl odstraněn a silnice 610 mezi obcemi Svijany a Příšovice je od roku 2014 neprůjezdná. Na zřícený most bezprostředně navazuje betonový most 610-035 přes vlastní koryto řeky Jizery, který nebyl havárií kamenného mostu nijak dotčen.

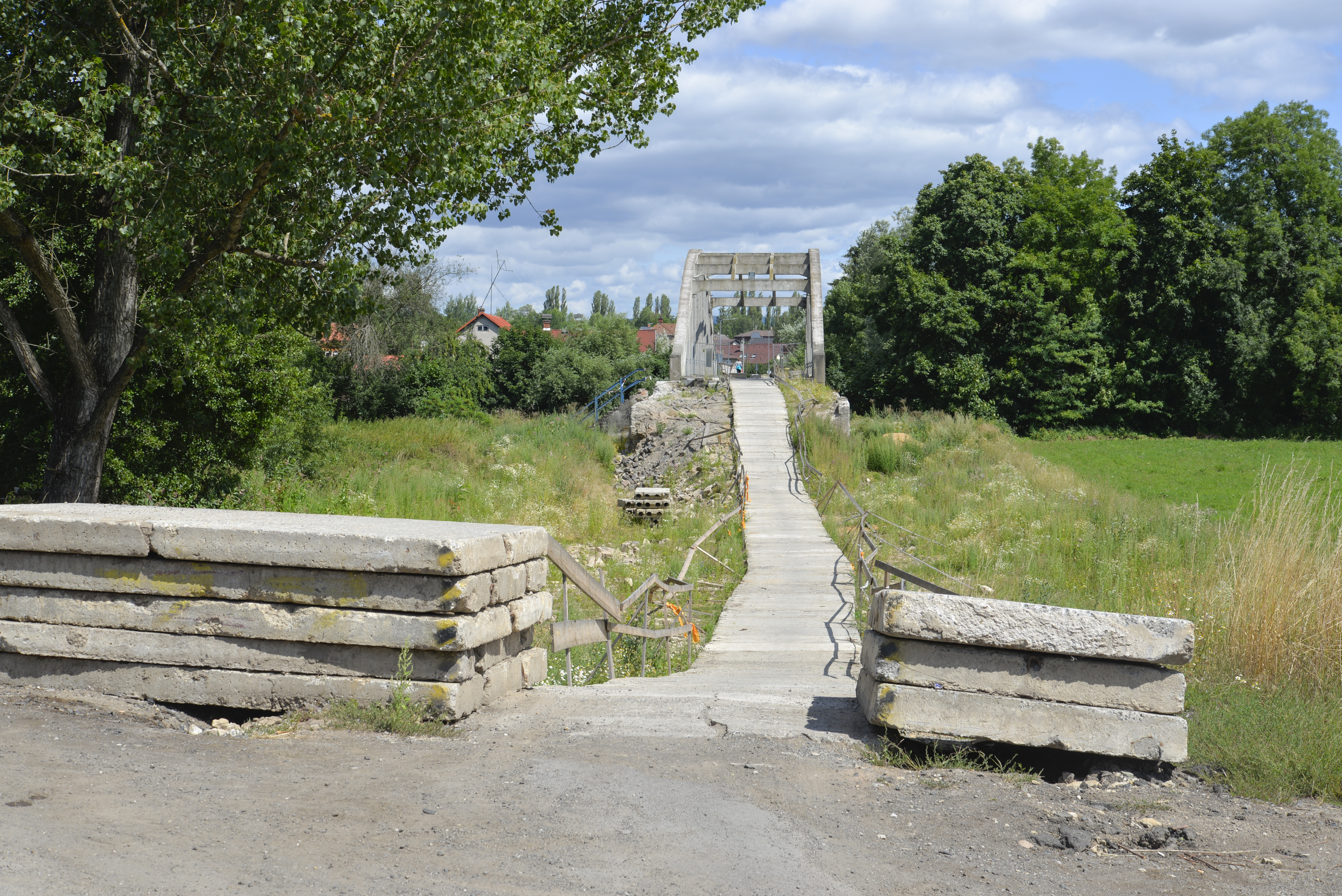
Rekonstrukce silničního mostu ve Svijanech - stav po zřícení mostu 610-034 na levém břehu